# 브라이언 J. 스미스
브라이언 J. 스미스(Brian J. Smith, 1981년 10월 12일 ~ )는 미국의 배우이다.

## 출연 작품
- 22 체이서: 분노의 질주 (2019)
- 센스8 시즌2 (2017)
- 센스8 (2015)
- 레드 팩션: 오리진스 (2011)
- 레드 후크 (2009)
- 더 워 보이즈 (2009)
- SGU 스타게이트 유니버스 키노 (2009)
- SGU 스타게이트 유니버스 (2009)
- 헤이트 크라임 (2005)